# ليونيل ريفيرا
ليونيل ريفيرا (بالإنجليزية: Lionel Rivera)‏ هو سياسي أمريكي، ولد في 1956م في إل باسو في الولايات المتحدة. نشط حزبياً في الحزب الجمهوري.